# Anlier (ruisseau)
Pour les articles homonymes, voir Anlier.
L'Anlier est un ruisseau de Belgique, affluent en rive droite de la Rulles faisant partie du bassin versant de la Meuse. Il coule entièrement en province de Luxembourg et se jette dans la Rulles via l’étang de la Trapperie entre Habay-la-Neuve et Habay-la-Vieille.